# Podosie (województwo lubelskie)
Podosie – wieś w Polsce położona w województwie lubelskim, w powiecie łukowskim, w gminie Krzywda.
Miejscowość była przejściowo siedzibą gminy Jarczew. W latach 1975–1998 miejscowość położona była w województwie siedleckim.
Wieś stanowi sołectwo w gminie Krzywda. Według Narodowego Spisu Powszechnego z roku 2011 wieś liczyła 372 mieszkańców.
Wierni Kościoła rzymskokatolickiego należą do parafii Podwyższenia Krzyża Świętego w Hucie-Dąbrowie.